# Esterhazya macrodonta
Esterhazya macrodonta là loài thực vật có hoa thuộc họ Cỏ chổi. Loài này được (Cham.) Benth. mô tả khoa học đầu tiên năm 1846.